# Icelandair Group
Ne doit pas être confondu avec Icelandair.
Icelandair Group est une société islandaise regroupant plusieurs filiales, dont la compagnie aérienne Icelandair.

## Filiales

### Icelandair
Icelandair est une compagnie aérienne régulière islandaise, fondée en 1937 et basée à l'aéroport international de Keflavík de Reykjavik. Elle a transporté plus de 3 millions de passagers en 2015. Il s'agit de la filiale la plus importante d'Icelandair Group.

### Air Iceland Connect
Air Iceland Connect est une compagnie aérienne islandaise desservant principalement des destinations régionales depuis sa base de Reykjavik.

### Icelandair Cargo
Icelandair Cargo est la division cargo d'Icelandair Group. Elle fut d'abord créée au sein d'Icelandair, avant de devenir une entité distincte en 2000.

## Données financières
|                                             | 2011   | 2012   | 2013     | 2014     | 2015     |
| ------------------------------------------- | ------ | ------ | -------- | -------- | -------- |
| Chiffre d'affaires (en millions de dollars) | 790,65 | 898,87 | 1 022,96 | 1 113,30 | 1 139,70 |
| Résultat net (en millions de dollars)       | 36,31  | 44,28  | 56,42    | 66,50    | 111,22   |